# Elisa antes del fin del mundo
Elisa antes del fin del mundo é um filme de drama mexicano dirigido por Juan Antonio de la Riva, produzido por Roberto Gómez Bolaños e baseado na obra La noche del jueves, de 1962. Lançado em 1997, foi protagonizado por Sherlyn González e Imanol Landeta.

## Elenco
- Sherlyn González - Elisa
- Imanol Landeta - Manuel
- Rubén Rojo Aura - Paco
- Susana Zabaleta - Mãe de Elisa
- Claudia Goytia - Mãe de Manuel
- Jorge Galván
- Agustín Torrestorija
- Dino García
- Jorge Antolín